# Чепелиха
Чепелиха — річка в Україні у Крюківському районі Чернігівської області. Права притока річки Убіді (басейн Десни).

## Опис
Довжина річки 20 км, похил річки 2,0 м/км, площа басейну водозбору 110 км². Формується притокою та безіменними струмками.

## Розташування
Бере початок з озера Десняк. Тече переважно на північний схід через південну околицю селища Сосниця і впадає у річку Убідь Сосниця // , праву притоку Десни.

## Цікаві факти
- У пригирловій частині річку перетинають автошляхи Т 2521 та Т 2517.